# Sainte-Montaine
Sainte-Montaine település Franciaországban, Cher megyében. Lakosainak száma 167 fő (2022. január 1.). Sainte-Montaine Argent-sur-Sauldre, Aubigny-sur-Nère, Brinon-sur-Sauldre, Clémont, Ennordres, Ménétréol-sur-Sauldre és Souesmes községekkel határos.

## Népesség
A település népessége az elmúlt években az alábbi módon változott:
| Lakosok száma | 253  | 233  | 206  | 214  | 184  | 186  | 181  | 172  | 168  | 167  |
|               | 1968 | 1982 | 1990 | 2006 | 2013 | 2015 | 2017 | 2019 | 2020 | 2022 |